# Măsura Lebesgue
Măsura Lebesgue este o modalitate generală de a defini, în spațiul euclidian, "conținutul" unei figuri geometrice, în caz particular, lungime, arie, volum. Numele i se datorează matematicianului francez Henri Lebesgue.

## Definiție
Fie {\displaystyle (\mathbb {R} ,{\mathcal {B}})} spațiul măsurabil {\displaystyle \mathbb {R} } înzestrat cu algebra boreliană.
Există o unică măsură peste acest spațiu, numită măsură Lebesgue și notată {\displaystyle \lambda ,} care posedă proprietățile:
- {\displaystyle \forall a\in \mathbb {R} ,\;\forall A\in {\mathcal {B}},\;\lambda (a+A)=\lambda (A)} (invarianță la translație)
- {\displaystyle \lambda ([0,1])=1\,}

## Exemple
- Intervalele   {\displaystyle [a,b]\,} și   {\displaystyle (a,b)\,}   au măsura Lebesgue de valoare   {\displaystyle b-a\,}.

- Produsul cartezian al intervalelor {\displaystyle [a,b]\,} și {\displaystyle [c,d]\,} are ca măsură Lebesgue aria {\displaystyle (b-a)(d-c)\,}.

- Mulțimea lui Cantor este nenumărabilă și are măsură Lebesgue nulă.